# Fusil de Caballería Tipo 38
El Fusil de Caballería Tipo 38, Carabina Tipo 38 o Carabina de Caballería Arisaka Año 38 Meiji (三八式騎銃; Sanpachi-shiki kijū, en japonés) fue un fusil de caballería de cañón corto del Imperio del Japón de 1905.

## Historia
El Ejército Imperial Japonés empezó la búsqueda de un nuevo fusil de pequeño calibre en 1894, con la intención de sustituir los obsoletos fusiles Murata. Para este propósito Ejército Imperial creó la Comisión, encabezada por el coronel Nariakira Arisaka. El resultado fue una serie de fusiles fuertemente influenciados por los diseños contemporáneos de Mauser, pero que también tenían algunas características únicas y conocidos a menudo como "fusiles Arisaka". El primer diseño fue el conocido como Fusil Tipo 30 (trigésimo año de reinado del Emperador Meiji, o 1897). Este modelo mostró algunas deficiencias durante la guerra ruso-japonesa de 1904 a 1905, apareciendo el diseño actualizado denominado Fusil Tipo 38 en 1906. Este era una versión mejorada del modelo anterior. Se utilizó en la Segunda Guerra Mundial. La Carabina Tipo 38 era una versión acortada del fusil. Fue utilizado no solo por la caballería, también por ingenieros, la Infantería de Marina y otras tropas de retaguardia. Más de 3 millones de fusiles Tipo 38 fueron fabricados por varios arsenales de gobierno. Los británicos adquirieron cierto número de ellos en 1914 para entrenar a sus nuevos ejércitos.

## Diseño
Llevaba una cubierta antipolvo metálica sobre el cerrojo, que resultó ser demasiado ruidosa en el combate a corta distancia en la jungla. Como la mayoría de las carabinas, era de retroceso bastante marcado. La versión de 1912, la Carabina de Caballería Año 44 Meiji, tenía una bayoneta plegable.